# Project Pat
Project Pat, pseudonimo di Patrick Earl Houston (Memphis, 8 febbraio 1973), è un rapper statunitense, molto vicino al gruppo rap Three 6 Mafia.
Nasce a Memphis in Tennessee l'8 febbraio del 1973. Il suo pseudonimo è più che altro un riferimento a Memphis' Cypress Gardens Projects. È il fratello maggiore del rapper/produttore Juicy J, che fa parte del gruppo rap Three 6 Mafia e membro dell'Hypnotize Minds, un'etichetta di registrazione per artisti rap nata a Memphis.

## Biografia
Project Pat è uno dei tanti rapper hardcore che è emerso a Memphis alla fine degli anni '90. Il suo modo di parlare e la vicinanza ai Three 6 Mafia fecero in modo di farlo emergere agli ascoltatori specialmente dopo avere partecipato nella canzone "Sippin' on Some Syrup" nel 2000. Un anno dopo compose la canzone "Chickenhead". La canzone (la cui produzione comprende Juicy J, DJ Paul e La Chat) divenne un simbolo del Dirty South e diede una spinta alla pubblicazione del terzo album di Pat, Mista Don't Play: Everythangs Workin.
Pat cominciò nel 1993 a registrare le sue canzoni, che furono poi pubblicate nel 2000 nella compilation Murderers & Robbers. Pat fu molto attivo nella scena dell'underground hip-hop di Memphis all'inizio e alla metà degli anni '90. La sua prima apparizione fu nella canzone "Fuck that Nigga", che fu registrata all'inizio del 1994. Questo spinse di più il fratello a convincerlo a farlo entrare nella sua crew, ed infatti debutto sempre in maniera indipendente nel primo disco dei Three 6 Mafia del 1995 Mystic Stylez. L'album ottenne un discreto successo per il gruppo ma la notorietà di Pat dovette aspettare, siccome non era un membro ufficiale del gruppo, il suo successo lo ottenne all'inizio con mixtape e collaborazioni sempre a livello underground. Dopo il 1995, Project Pat fece comunque delle apparizioni nei lavori più rinomati di Memphis che erano in stile Dirty South, Horrorcore, a Memphis c'è da dire che regnavano questi generi soprattutto quest'ultimo. Appari tra il 1996 e il 1998 nel primo disco indipendente di Kingpin Skinny Pimp "Kingz Of Da Playaz Ball", in "Angel Dust" di Indo G, in "Kamakazie Timez Up" dei Kaze stavolta insieme al collettivo del fratello. Allo stesso tempo continuo a sfornare pezzi di nicchia nelle varie compilation di quel periodo. Compose tracce che furono pubblicate nell'album dei Three 6 Mafia Underground Vol. 2: Club Memphis, che uscirono nel 1999. Le sue apparizioni continuarono comunque negli album studio dei Triple Six con la partecipazione nella canzone "Where Da Killaz Hang" dell'album The End dei del 1996; comparse inoltre in altre canzoni dei Three 6 Mafia, nel 1997, nel loro album Chapter 2: World Domination.
La musica rap era parte della vita di Pat già da tempo. Suo fratello Juicy J fondò, insieme agli altri membri, l'influente gruppo rap di Memphis Three 6 Mafia. Allo stesso tempo si stavano pian piano creando altri collettivi e Juicy J ed il suo gruppo iniziavano a coalizzarsi con alcuni di loro per farli entrare nella loro etichetta indipendente l'Hypnotize Mindz, da lì si formarono altri gruppi come i Prophet Posse, Hypnotize Camp e gruppi creati da loro come i Tear Da Club Up Thugs. Sebbene Pat non diventò mai un membro ufficiale del gruppo, egli si avvicinò molto al gruppo, apparendo in alcuni loro album, come CrazyNDaLazDayz del 1998 e appunto Angel Dust, registrato con l'etichetta Indo G's. Un anno dopo Pat registrò il suo primo album come solista con l'etichetta Hypnotize Minds/Loud Records, Ghetty Green. Sebbene l'album non portò Pat al livello di superstar, lo portò all'interno della scena del Dirty South, allora in pieno sviluppo, ospitò tra i collaboratori più importanti la Cash Money e Noreaga. Collaborarono gli Hot Boys e i Big Tymers in Baller' che fu abbastanza rilevante e garantì un remix con gli stessi rapper più i Three 6 Mafia.
Noreaga invece apparì in "Rapresent It". Dopo il suo primo lavoro continuo con il successivo, Murderers & Robbers pubblicato con un'etichetta creata da lui.
Il passo seguente di Pat fu la sua apparizione nel singolo Sippin' On Some Syrup contenuto in We The Smoke Clears dei Three 6 Mafia sempre nel pezzo sono apparsi insieme agli Underground Kingz già noti nella scena del Rap del sud, ma la figura più importante di quella canzone è proprio la rima di Pat che traina e spinge il brano fino alle classifiche rinomate come Billboard. Quando la canzone diventò un successo,  anche lui stesso da solo ebbe l'occasione di pubblicare un successo. La canzone fu Chickenhead, cantata con La Chat. La canzone, in pieno stile Dirty South, consisteva nello scambio di insulti l'uno contro l'altro: La Chat infatti definisce Pat un "chickenhead" (termine di slang traducibile in italiano come "donna dai facili costumi").
Project Pat diventò un membro ufficiale dei Three 6 Mafia, insieme a suo fratello Juicy J dopo il loro disco del 2001 "Choices: The Album".
Parallelamente all'aumento del suo successo, aumentò anche il tempo che Pat dovette impiegare per le battaglie legali. Durante l'intero periodo dopo la pubblicazione di Chickenhead. Pat lottò contro problemi legali che provenivano da una violazione della libertà condizionata nel gennaio 2001, quando la Polizia arrestò pat con l'accusa di eccesso di velocità e di possesso di armi da fuoco. Il 13 marzo dello stesso anno fu giudicato colpevole da una corte federale di possedere, per la seconda volta, un'arma da fuoco non autorizzata. Fu poi in libertà vigilata per rapina a mano armata. Pat fu condannato una pena di quattro anni di prigione per possesso di armi da fuoco mentre era in libertà vigilata. Hypnotize Minds pubblicò un mixtape chiamato Mix Tape: The Appeal nel 2003 per diffondere il messaggio dell'ingiustizia della condanna di Pat. Pat fu rilasciato il 27 luglio del 2005. Pat comparse poi nel film Jackass: Number Two insieme ai suoi compagni della band.
Il suo album più recente, Crook by Da Book: The Fed Story, fu pubblicato il 5 dicembre 2006. Da quest'anno partecipa al reality show di MTV chiamato Adventures in Hollyhood insieme a suo fratello Juicy J e agli altri membri dei Three 6 Mafia.

## Discografia

### Album
Album in studio
- 1999 – Ghetty Green
- 2001 – Mista Don't Play: Everythangs Workin'
- 2002 – Layin' Da Smack Down
- 2006 – Crook By Da Book: The Fed Story
- 2007 – Walkin' Bank Roll
- 2009 – Real Recognize Real
- 2011 – Loud Pack
- 2015 – Mista Don't Play 2: Everythangs Money
- 2017 – M.O.B.

Album collavorativi
- 2012 – Belly On Full 2 (con Nasty Mane)

Compilation
- 2000 – Murderers & Robbers

### Mixtape
- 1994 – Solo Tape
- 2003 – Mixtape: The Appeal - Project Pat
- 2006 – Gangsta Grillz, Vol. 15: The Welcome Home Party
- 2007 – What Cha Starin At?
- 2009 – Play Me Some Pimpin (con Juicy J)
- 2009 – Play Me Some Pimpin 2 (con Juicy J)
- 2009 – Cut Throat (con Juicy J)
- 2010 – Cut Throat 2 (Dinner Thieves) (con Juicy J)
- 2011 – Cocaine Mafia (con Juicy J & French Montana)
- 2012 – Belly On Full (con Nasty Mane)
- 2013 – Cheez N Dope
- 2013 – Cheez N Dope 2
- 2014 – Cheez N Dope 3: Street God
- 2015 – Pistol & A Scale
- 2015 – Street God: Street Testimony
- 2016 – Street God 2: God Bless the Streets
- 2016 – Street God 3: Louis Vuitton Don
- 2016 – Street God 4: Tried & True
- 2017 – Real Gz Make Gz (con Big Trill)

### Singoli

#### Come artista principale
- 1999 - Ballers (feat. Gangsta Boo)
- 2001 - Don't Save Her (feat. Crunchy Black & Three 6 Mafia)
- 2001 - Chickenhead (feat. La Chat & Three 6 Mafia)
- 2006 - Good Googly Moogly (feat. Juicy J & DJ Paul)
- 2007 - Don't Call Me No Mo (feat. Three 6 Mafia)
- 2014 - Never Be a G (feat. Juicy J & Doe B)
- 2014 - Gettin' It (feat. Big Trill & Chevy Woods)
- 2015 - Twerk It (feat. Ty Dolla Sign, Wiz Khalifa & Wale)
- 2016 - 30 (feat. Young M.A, Coca Vango, Big Trill & Wale)
- 2018 - Racks (feat. Gucci Mane & Rich The Kid)

#### Come artista ospite
- 2006 - Side 2 Side (con Three 6 Mafia & Bow Wow)
- 2008 - Lolli Lolli (Pop That Body) (con Three 6 Mafia, Yung D & SuperPower)
- 2014 - KK (con Wiz Khalifa & Juicy J)
- 2021 - Knife Talk (con Drake & 21 Savage)

### Partecipazioni
Project Pat è comparso in alcune canzoni dei Three 6 Mafia e dei Hypnotize Minds.
- "Stackin" (Trillville)
- "Ride & Swerve" (Blak Jak)
- "Relax & Take Notes" (8 Ball & MJG feat. Notorious B.I.G.)
- "Bumpin' My Music Remix" (Ray Cash feat. Pimp C and T.I.)
- "Should I" (The Roots)
- "Hood Rat" (Young Jeezy)
- "North North"
- "187" (B.G.)
- "Choppa on da Back Seat" (Lil' Wyte)
- "Dat Boy" (Lil' Wyte)
- "Feeling Real Pimpish" (Lil' Wyte)
- "What Cha Starin' At" (Three 6 Mafia feat. Project Pat, Lil Jon)